# バーリマン・バタバー
バーリマン・バタバー（Barliman Butterbur）は、J・R・R・トールキンの小説『指輪物語』に登場する、ブリー村の宿屋「躍る小馬亭」の主。人間種族で、ガンダルフの友人である。大麦じいさん（old Barley）とも呼ばれる。

## 概要
バーリマン・バタバーは躍る小馬亭の主として、日々接客に追われる忙しい毎日を送っている。赤ら顔で背は低く、太っており、頭は禿げ上がっている。彼はその忙しい仕事の合間、絶えず喋っており、客との会話をしたり、使用人に指示を出したりしているが、ちょっと忙し過ぎるのか、大事な言伝をすっかり失念していたりと、案外そそっかしい人物である。サウロンとモルドールを名を聞いただけで震え上がる程恐れているが、同時に悪に屈しない勇気も備えており、モルドールの刺客に狙われている客を守る為に徹底抗戦の構えを見せる一面もある。
彼の一族は代々、躍る小馬亭を切り盛りしており、彼の代ではブリー村に住むホビットのノブとボブを使用人として、宿を維持している。気のいい宿屋の主人である彼は、自分の宿屋が疲れた旅人に憩いと安らぎを与えられるよう細心の注意を払っており、そのサービス品質はトム・ボンバディルも認めるところとして、ホビット庄を出発したフロド・バギンズらに推薦するほどである。
田舎の気安い宿屋として、そこの主である彼も多分にざっくばらんでくだけた人物で、またおしゃべり好きでもある。頭の回転よりも口が回る性質らしく、それを聞いていたフロドらのほうが息もつけないような気分になったりしている。

## 指輪物語での役割
彼の役割は一宿屋の亭主の立場を超えるものではないが、友人付き合いのあるガンダルフにホビット庄を出発するフロドら宛ての手紙を出すよう頼まれ、アラゴルンとの合流を手助けするはずだった。しかし彼は手紙を出し忘れたばかりか、一行が宿屋に到着した際には、折り悪く南からの一行と西に向かうドワーフの一行が到着していたために「ホビット客向けの1部屋か2部屋」を除いて満室状態と大忙し、ガンダルフの要件をほとんど忘れてしまっていた。
しかし彼の宿屋は美味しくたっぷりの料理とくつろげる部屋でホビットたちを迎えて満足させ、宿屋の面目を果たしている。ただ、余りの快適さに羽目を外しすぎた一行が、余計な騒ぎを起こしてしまった。
そのホビット一行が泊まった晩、ホビットたちが自分たちの部屋で「馳夫」と呼ばれる謎の人物と会談中に、ようやく仕事が片付いてガンダルフの要件を思い出したと見え、出し損ねた手紙をフロドに渡した。このガンダルフの手紙により、馳夫に対するホビットらの疑念は解けた。またこの晩の深夜にフロドたちは黒の乗手らの襲撃を受けたが、この際に逃げてしまった一行の小馬たちの代わりを、ガンダルフとの約束もあって些かの無理を通して手配し、その代金を肩代わりした。彼が手配した小馬はその後暫く一行と旅を続け、これを大いに助けた。後に逃げた5頭の小馬たちはトム・ボンバディルのところに身を寄せ、事件を知ったトムがバタバーの元に送ったため、彼はこの小馬を手に入れる幸運を得た。
物語で彼は、一行（指輪の仲間）が一つの指輪を葬る危険な探索を終えた後に、再び登場している。彼はホビット庄への帰路を進む一行を出迎え、戦乱の余波でブリー村にも暗い影が落ちたことを述べたが、ガンダルフが暗い時代が終わったことを告げ、希望を抱いた様子が描かれている。